# 金海 (计算机专家)
金海，华中科技大学教授，主要从事计算机体系结构、并行与分布式处理等方面的研究工作。担任中国计算机学会会士，入选中华人民共和国教育部2009年度"长江学者"特聘教授，享受中国国务院特殊津贴。